# سهراب غلامی
سهراب غلامی (۱۳۳۶ در روستای جلوگیره در شهرستان کرمانشاه - ۱۳۶۱ در کرمانشاه)، فعال سیاسی کمونیست، عضو حزب کومله و مسئول تشکیلات کارگری این حزب در کرمانشاه بود که توسط حکومت جمهوری اسلامی ایران اعدام شد.

## زندگی
سهراب غلامی در سال ۱۳۳۶ در روستای جلوگیره از توابع دهستان میان‌دربند در بخش مرکزی شهرستان کرمانشاه، در خانواده ای یارسان به دنیا آمد. تحصیلات ابتدایی را در همین روستا آغاز کرد و تا سال ۱۳۵۰ در همین روستا اقامت داشت. خانوادهٔ وی در این سال به دلیل مشکلات اقتصادی به شهر کرمانشاه مهاجرت کردند و وی تحصیلات خود را در مدرسهٔ دکتر زنگنه در خیابان اربابی شهر کرمانشاه پی گرفت. آغاز آشنایی وی با علوم اجتماعی و سیاست در همین دوره و از طریق معلمان مدرسه اتفاق افتاد. وی برای ادامه تحصیل در رشتهٔ ریاضی در سال ۱۳۵۳ مدتی به سنندج مهاجرت کرد، اما خیلی زود به کرمانشاه بازگشت و در دبیرستان مجتبی مینوی کرمانشاه به تحصیلات خود ادامه داد و نهایتاً در خرداد ۱۳۵۷ مدرک دیپلم ریاضی-فیزیک دریافت کرد.

## فعالیت سیاسی
آغاز فعالیت سیاسی وی در دوران دبیرستان بود. سهراب غلامی با سازمان شفق سرخ در ارتباط قرار گرفت و به این سازمان پیوست. او ضمن تحصیل به کارگری در کارخانۀ خانه سازی کرمانشاه و نیز برق‌کشی ساختمان نیز می پرداخت. در جریان انقلاب بهمن، وی به عنوان عضو سازمان شفق سرخ در تظاهرات های کرمانشاه شرکت می کرد و در جریان تظاهرات در برابر استانداری کرمانشاه در بهمن ۱۳۵۷ زخمی شد. غلامی پس از انقلاب به فعالیت در روستاهای کرمانشاه پرداخت و کوشید تا در جریان تقسیم اراضی در منطقهٔ سنجابی کرمانشاه، دهقانان را به تقسیم اراضی و اعتراض علیه عسکرخان سنجابی تشویق کند. چندی بعد شفق سرخ منحل شد و اکثر اعضای آن به سازمان زحمتکشان (کومله) پیوستند. سهراب غلامی نیز به همراه چند تن از همفکرانش مانند غلامعلی گرگین پاوه، لطف الله کمانگر، علیرضا بابایی، یاسین ایراندوست,محمد علی خالدی و چند تن دیگر در همراهی با این حرکت، «هستۀ شورش» را تأسیس کردند که چندی بعد به تشکیلات کومله در شهر کرمانشاه تبدیل شد. غلامی در این تشکیلات مسئولیت شاخۀ کارگری را برعهده داشت.

## دستگیری و اعدام
سهراب غلامی در ساعت ۲:۴۵ بامداد روز ۲۳ فروردین سال ۱۳۶۱ دستگیر شد. وی در زندان تحت شکنجه قرار گرفت و نهایتاً در ساعت ۱۰:۳۰ شب، روز ۶ شهریور ۱۳۶۱ در زندان دیزل‌آباد کرمانشاه به همراه غلامعلی گرگین پاوه، دیگر عضو تشکیلات حزب کومله در کرمانشاه اعدام شد. وی در هنگام اعدام شعار «زنده باد انقلاب» و «زنده باد سوسیالیسم» سر داده بود. جسد وی در گورستان شاه گدار در نزدیکی روستای مادریش دفن شد. خبر اعدام سهراب غلامی و غلامعلی گرگین پاوه در روزنامهٔ اطلاعات مؤرخهٔ ۱۰ شهریور ۱۳۶۱ اعلام شد.